# Pyramica takasago
Pyramica takasago är en myrart som beskrevs av Terayama, Lin och Wu 1995. Pyramica takasago ingår i släktet Pyramica och familjen myror. Inga underarter finns listade i Catalogue of Life.